# Eddie Clarke
Pour les articles homonymes, voir Clarke.
 (janvier 2014).
Si vous disposez d'ouvrages ou d'articles de référence ou si vous connaissez des sites web de qualité traitant du thème abordé ici, merci de compléter l'article en donnant les références utiles à sa vérifiabilité et en les liant à la section « Notes et références ».
Edward Allan Clarke, dit Fast Eddie Clarke en raison de son jeu de guitare, né le 5 octobre 1950 à Twickenham (Grand Londres) et mort le 10 janvier 2018 à Londres, est un musicien britannique, connu pour être le guitariste des groupes de heavy metal Fastway et  Motörhead où il est recruté par Lemmy Kilmister.

## Biographie

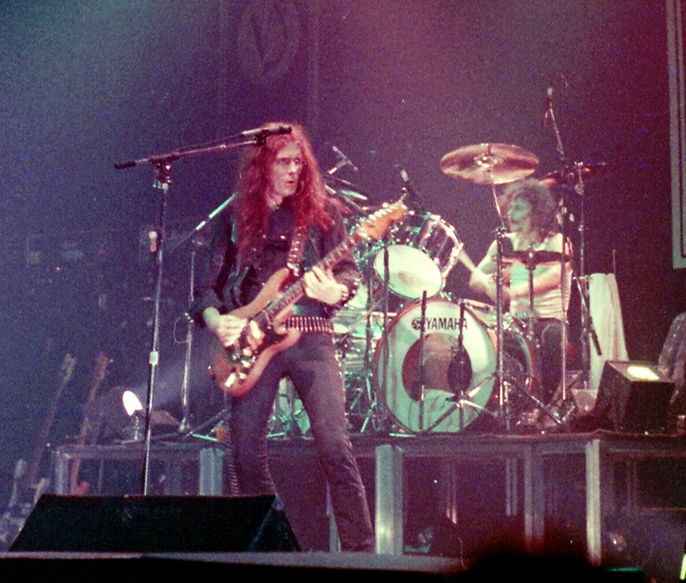
Fast Eddie Clarke avec Motorhead en 1982.

Eddie Clarke commence à jouer de la guitare à l'âge de 15 ans et a été beaucoup influencé par les groupes de blues tels que les Yardbirds.
En 1973, il devient professionnel en rejoignant le groupe Curtis Knight Zeus avec qui il enregistre deux albums.
En 1976, il rencontre Phil Taylor, le batteur de Motörhead. Ce dernier le présente alors à Lemmy Kilmister, le fondateur du groupe, qui lui offre un poste de guitariste à la suite du départ de Larry Wallis. Eddie Clarke vit l'apogée de sa carrière avec Motörhead et participe à l'écriture de 6 albums du groupe, parmi lesquels les plus grands succès tels qu’Ace of Spades, Overkill, No Sleep 'til Hammersmith et Bomber.
À la suite de plusieurs différends avec ses partenaires et amis, Eddie Clarke quitte Motörhead en 1982, ce qui marque la fin de l'âge d'or du groupe.
En 1983, il fonde Fastway avec l'ancien bassiste du groupe UFO, Pete Way.
Le 10 janvier 2018, Eddie Clarke meurt d'une pneumonie à l'âge de 67 ans.

## Discographie
Avec Motörhead :
- 1977 : Motörhead
- 1979 : Overkill
- 1979 : Bomber
- 1980 : Ace of Spades
- 1981 : No Sleep 'til Hammersmith
- 1982 : Iron Fist

Avec Fastway :
- 1983 : Fastway
- 1984 : All Fired Up
- 1986 : Waiting For The Roar
- 1986 : Trick Or Treat
- 1988 : On The Target
- 1990 : Bad Bad Girls
- 2011 : Eat Dog Eat

Solo :
- 1994 : It Ain’t Over Till It’s Over
- 2007 : Fast Eddie Clarke Anthology
- 2014 : Make My Day : Back To Blues